# Арнгейм, Карл Карлович
Карл Карлович Арнгейм (1840—1888) — российский педагог. Брат доктора медицины, одного из первых отечественных педиатров Фёдора Карловича Арнгейма.

## Биография
Родился в Санкт-Петербурге 17 (29) сентября 1840 года. Потеряв в восьмилетнем возрасте отца, он через год был отдан в сиротский дом при лютеранском училище Св. Петра; затем окончил курс в реальном отделении этого учебного заведения и поступил в контору, но пробыл в ней около 4-х месяцев и начал готовиться к университетскому экзамену. Поступил на физико-математический факультет Санкт-Петербургского университета и в 1861 году окончил курс действительным студентом. Начал преподавать физику и математику в гимназии Карла Мая. Вскоре, 25 сентября 1862 года перешёл во вторую гимназию — преподавателем космографии. Обратив на себя внимание образцовым ведением дела, Арнгейм был приглашён преподавателем также в училище Св. Петра и в Мариинский институт (с 01.09.1868), а затем, по поручению вел. кн. Елены Павловны, заведовал училищем Св. Елены, которое вскоре поставил наравне с другими заведениями этого типа. Он преподавал также в Патриотическом институте.
В 1867 году им был составлен для женских учебных заведений «Краткий очерк математической географии», выдержавший ряд переизданий — 14-е издание появилось в 1912 году.
Оценив выдающиеся педагогические способности Арнгейма, вел. кн. Елена Павловна в 1872 году предложила ему занять место инспектора Мариинского института, в котором он продолжал работать с неизменною добросовестностью, энергиею и любовью к делу воспитания и образования юных поколений. Назначенный 12 ноября 1880 года помощником начальника Санкт-Петербургских и Царскосельской женских гимназий, Арнгейм, в 1885 году, после назначения И. Т. Осинина почётным попечителем всех этих гимназий и председателем совета учебных заведений ведомства учреждений императрицы Марии, занял его место начальника.
В речах, произнесённых Арнгеймом на актах всех женских гимназий, 28 мая 1886 г. и 30 мая 1887 г., ярко обрисовался светлый облик гуманного, благородного педагога, умевшего внушить к себе искренние симпатии учащихся. Составленный Арнгеймом в 1867 году «Краткий очерк математической географии», во втором издании был значительно исправлен и дополнен, а в 1893 году он появился 5-м изданием.
Умер 3 (15) июля 1888 года в Ораниенбауме. Похоронен на Волковском лютеранском кладбище.